# Liste der Bodendenkmäler in Hallerndorf
Auf dieser Seite sind die Bodendenkmäler in der oberfränkischen Gemeinde Hallerndorf zusammengestellt. Diese Tabelle ist eine Teilliste der Liste der Bodendenkmäler in Bayern. Grundlage ist die Bayerische Denkmalliste, die auf Basis des Bayerischen Denkmalschutzgesetzes vom 1. Oktober 1973 erstmals erstellt wurde und seither durch das Bayerische Landesamt für Denkmalpflege geführt wird. Die folgenden Angaben ersetzen nicht die rechtsverbindliche Auskunft der Denkmalschutzbehörde.

## Bodendenkmäler in Hallerndorf
| Lage       | Objekt | Akten-Nr.     | Bild |
| ---------- | --- | ------------- | ---- |
| (Standort) | Bestattungsplatz mit Grabhügeln vorgeschichtlicher Zeitstellung mit Bestattungen der Hallstattzeit.                                                                                             | D-4-6231-0019 |      |
| (Standort) | Siedlung der jüngeren Latènezeit. | D-4-6231-0020 |      |
| (Standort) | Bestattungsplatz mit Grabhügel vorgeschichtlicher Zeitstellung. | D-4-6231-0021 |      |
| (Standort) | Bestattungsplatz mit Grabhügel vorgeschichtlicher Zeitstellung. | D-4-6231-0022 |      |
| (Standort) | Bestattungsplatz mit Grabhügel vorgeschichtlicher Zeitstellung. | D-4-6231-0025 |      |
| (Standort) | Freilandstation des Mesolithikums sowie Siedlung des Neolithikums, der Urnenfelderzeit, der Hallstattzeit und der jüngeren Latènezeit.                                                          | D-4-6231-0033 |      |
| (Standort) | Siedlung der römischen Kaiserzeit. | D-4-6231-0044 |      |
| (Standort) | Siedlung der jüngeren Latènezeit. | D-4-6231-0050 |      |
| (Standort) | Siedlung der jüngeren Latènezeit. | D-4-6231-0052 |      |
| (Standort) | Siedlung der Urnenfelderzeit und der jüngeren Latènezeit. | D-4-6231-0053 |      |
| (Standort) | Siedlung des Jungneolithikums und der jüngeren Latènezeit. | D-4-6231-0054 |      |
| (Standort) | Siedlung vorgeschichtlicher Zeitstellung und des frühen Mittelalters. | D-4-6231-0059 |      |
| (Standort) | Siedlung vorgeschichtlicher Zeitstellung. | D-4-6231-0062 |      |
| (Standort) | Freilandstation des Spätpaläolithikums und des Mesolithikums, Siedlung des Endneolithikums. | D-4-6231-0063 |      |
| (Standort) | Freilandstation des Mesolithikums und Siedlung der Urnenfelderzeit. | D-4-6231-0064 |      |
| (Standort) | Siedlung des Neolithikums und der jüngeren Latènezeit. | D-4-6231-0068 |      |
| (Standort) | Siedlung der Urnenfelderzeit, der späten Hallstattzeit und der frühen Latènezeit. | D-4-6231-0071 |      |
| (Standort) | Siedlung des Neolithikums und der späten Urnenfelder- und frühen Hallstattzeit. | D-4-6231-0072 |      |
| (Standort) | Freilandstation des Mesolithikums. | D-4-6231-0074 |      |
| (Standort) | Siedlung der Urnenfelderzeit, der jüngeren Latènezeit und des frühen Mittelalters. | D-4-6231-0078 |      |
| (Standort) | Archäologische Befunde im Bereich des abgegangenen spätmittelalterlichen bis frühneuzeitlichen Schlosses von Hallerndorf.                                                                       | D-4-6231-0079 |      |
| (Standort) | Archäologische Befunde des Mittelalters und der frühen Neuzeit, darunter Körpergräber, im Bereich der Kath. Pfarrkirche St. Sebastian von Hallerndorf.                                          | D-4-6231-0080 |      |
| (Standort) | Archäologische Befunde des späten Mittelalters und der frühen Neuzeit, darunter Fundamente eines Vorgängerbaus und Körpergräber, im Bereich der Kath. Wallfahrtskirche zum Heiligen Kreuz.      | D-4-6231-0082 |      |
| (Standort) | Archäologische Befunde des späten Mittelalters und der frühen Neuzeit, darunter Körpergräber, im Bereich der Kath. Pfarrkirche St. Peter und Paul von Schnaid.                                  | D-4-6231-0084 |      |
| (Standort) | Archäologische Befunde im Bereich der frühneuzeitlichen Kapelle St. Maria in Schnaid. | D-4-6231-0087 |      |
| (Standort) | Freilandstation des Mesolithikums, Siedlung des Neolithikums und der jüngeren Latènezeit sowie Bestattungsplatz der Urnenfelderzeit.                                                            | D-4-6231-0089 |      |
| (Standort) | Freilandstation des Mesolithikums und Siedlung der jüngeren Latènezeit. | D-4-6231-0090 |      |
| (Standort) | Archäologische Befunde, darunter Körpergräber, des späten Mittelalters und der frühen Neuzeit im Bereich der Kath. Pfarrkirche St. Bartholomäus von Willersdorf mit Kirchhofbefestigung         | D-4-6231-0092 |      |
| (Standort) | Siedlung des Neolithikums, der Bronzezeit, der frühen Latènezeit und des frühen Mittelalters.                                                                                                   | D-4-6231-0099 |      |
| (Standort) | Freilandstation des Mesolithikums sowie Siedlung des Jung- bis Endneolithikums, der Urnenfelderzeit und der Latènezeit.                                                                         | D-4-6231-0103 |      |
| (Standort) | Siedlung des Endneolithikums und der jüngeren Latènezeit. | D-4-6231-0116 |      |
| (Standort) | Siedlung des Neolithikums. | D-4-6231-0118 |      |
| (Standort) | Siedlung des Endneolithikums, der Urnenfelderzeit, der Hallstattzeit, der jüngeren Latènezeit und der römischen Kaiserzeit.                                                                     | D-4-6231-0119 |      |
| (Standort) | Freilandstation des Mesolithikums. | D-4-6232-0015 |      |
| (Standort) | Freilandstation des Mesolithikums und Siedlung des Neolithikums. | D-4-6232-0016 |      |
| (Standort) | Siedlung der Urnenfelderzeit. | D-4-6232-0144 |      |
| (Standort) | Siedlung der jüngeren Latènezeit. | D-4-6232-0170 |      |
| (Standort) | Siedlung vorgeschichtlicher Zeitstellung. | D-4-6232-0178 |      |
| (Standort) | Siedlung vorgeschichtlicher Zeitstellung. | D-4-6232-0209 |      |
| (Standort) | Siedlung der Urnenfelderzeit, der frühen Latènezeit und der jüngeren Latènezeit. | D-4-6232-0255 |      |
| (Standort) | Archäologische Befunde, darunter Körpergräber, des Mittelalters und der frühen Neuzeit im Bereich der Kath. Pfarrkirche Mariä Himmelfahrt von Pautzfeld mit Kirchhofbefestigung.                | D-4-6232-0380 |      |
| (Standort) | Freilandstation des Spätpaläolithikums sowie Siedlung der jüngeren Latènezeit und der römischen Kaiserzeit.                                                                                     | D-4-6232-0382 |      |
| (Standort) | Archäologische Befunde, darunter Körpergräber, des Mittelalters und der frühen Neuzeit im Bereich der 1956 großenteils neu errichteten Kath. Filialkirche zur Kreuzerhöhung von Schlammersdorf. | D-4-6232-0383 |      |
| (Standort) | Siedlung der jüngeren Latènezeit, der römischen Kaiserzeit und des frühen Mittelalters. | D-4-6232-0386 |      |
| (Standort) | Freilandstation des Mittelpaläolithikums und Siedlung der Urnenfelderzeit. | D-4-6232-0387 |      |
| (Standort) | Pingenfeld des Mittelalters und der frühen Neuzeit. | D-4-6232-0388 |      |
| (Standort) | Siedlung vorgeschichtlicher Zeitstellung. | D-4-6232-0424 |      |
| (Standort) | Freilandstation des Mesolithikums, Siedlung vorgeschichtlicher Zeitstellung. | D-5-6231-0106 |      |